# Asymmetrical Productions
Asymmetrical Productions — кинокомпания, владельцем которой является известный американский кинорежиссёр Дэвид Линч. Штаб-квартира расположена в  Калифорнии, США.

## Фильмография
Фильмография компании насчитывает четыре полнометражных фильма, один телефильм и один короткометражный анимационный фильм, режиссёром всех их является сам Линч.
- Внутренняя империя (2006)
- Страна Тупых (2002) (Анимация)
- Малхолланд Драйв (2001)
- Простая история (1999)
- Шоссе в никуда (1997)
- Номер в отеле (1993) (TV)

## Интересные факты
- Штаб-квартира компании находится неподалёку от дома самого Линча[1].
- Это не единственная компания, которой владеет Линч. В конце 1980-х — начале 1990-х Линч, совместно с продюсером и сценаристом Марком Фростом, владел продюсерской компанией Lynch/Frost Productions, а с 2006 года функционирует компания Absurda.